# 웨스트코스트 힙합

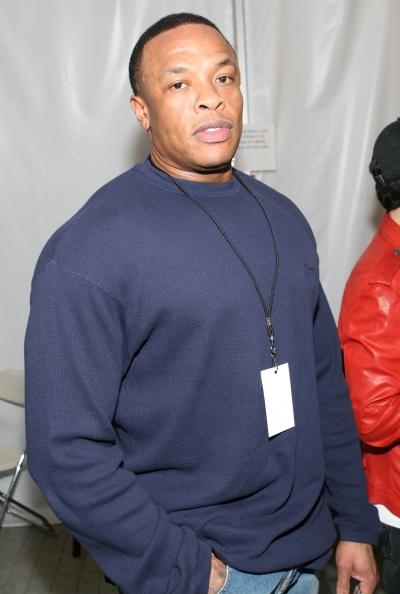
N.W.A.의 전 멤버이자 지펑크의 창시자인 닥터 드레

웨스트코스트 힙합(West Coast hip hop)은 미국 서해안에서 유래한 아티스트와 음악을 아우르는 힙합의 하위 장르이다. 웨스트 코스트 힙합의 하위 장르인 갱스터 랩은 1990년대 초에 G-펑크의 탄생과 슈그 나이트와 닥터 드레의 데스 로 레코드의 등장하면서 라디오 방송부터 장악하기 시작하였다.

## 역사
1988년 아라비안 프린스(Arabian Prince), DJ 옐라(Dj yella), 닥터 드레(Dr. Dre), 이지 이(Easy-e), 아이스 큐브(Ice Cube), MC 렌(MC Ren)으로 이뤄진 N.W.A.가 발매한 기념비적인 앨범 《스트레이트 아우터 콤프턴》(Straight Outta Compton)은 서부에서 갱스터 랩을 대중화시켰고, 1991년, 슈그 나이트는 데스 로 레코드를 창립하였다. 닥터 드레는 N.W.A.를 탈퇴하여 데스 로 레코드를 통해서 1992년에 《더 크로닉》(The Chronic)을 발표하면서 1990년대 서부 힙합을 지배한 지펑크를 창시하였다. 1993년 스눕 도기 독의 첫 번째 앨범인 《도기 스타일》(Doggystyle)과 1996년 투팍의 《올 아이즈 온 미》(All Eyez on Me)가 데스 로 레코드에서 발표되었다.

## 같이 보기
- 이스트코스트 힙합

## 참고 문헌
- 양재영, ⟪힙합 커넥션 : 비트, 라임 그리고 문화⟫, 한나래 , 2001
- 힙합엘이, ⟪아메리칸 힙합 1⟫, 휴먼카인드북스, 2015년